# Vandalūr
Vandalūr är en ort i Indien.   Den ligger i distriktet Kancheepuram och delstaten Tamil Nadu, i den södra delen av landet, 1 800 km söder om huvudstaden New Delhi. Vandalūr ligger 33 meter över havet och antalet invånare är 13 715.
Terrängen runt Vandalūr är platt. Runt Vandalūr är det mycket tätbefolkat, med 3 494 invånare per kvadratkilometer. Närmaste större samhälle är Pallāvaram, 11,3 km nordost om Vandalūr. Omgivningarna runt Vandalūr är en mosaik av jordbruksmark och naturlig växtlighet.